# مانويل تيودورو
مانويل تيودورو (بالإنجليزية: Manuel Teodoro)‏ هو صحفي أمريكي، ولد في 1963 في نيو أورلينز في الولايات المتحدة.